# Подсвятье
Подсвятье — деревня в Клепиковском районе Рязанской области. Входит в состав Ненашкинского сельского поселения.

## География
Находится в северной части Рязанской области на расстоянии приблизительно 12 км на север по прямой от районного центра города Спас-Клепики у озера Большое.

## История
На карте 1850 года показана как поселение с 4 дворами. В 1897 году здесь (тогда деревня Касимовского уезда Рязанской губернии) было учтено 24 двора.

## Население
Численность населения: 35 человек (1897 год), 10 в 2002 году (русские 100 %), 3 в 2010.